# 小細島
小細島（こほそじま）は広島県尾道市にある島である。

## 概要
細島の南、約400ｍに浮かぶ無人島。